# Michal Kordula
Michal Kordula (* 11. Februar 1978) ist ein tschechischer Fußballspieler.

## Vereinskarriere
Kordula begann mit dem Fußballspielen bei Baník Ratíškovice. Dort wurde er ab 1997 in der ersten Mannschaft eingesetzt, die zu diesem Zeitpunkt in der dritten tschechischen Liga spielte. Zwei Jahre später gelang Ratíškovice der Aufstieg in die 2. Liga, in der der Mittelfeldspieler auf 56 Einsätze kam, in denen er drei Tore schoss.
Anfang 2002 wurde er vom Erstligisten FK Jablonec 97 verpflichtet. Kordula spielte 114 Mal für die Nordböhmen, sein bisher einziges Tor in der Gambrinus Liga schoss der Defensivspezialist am 28. August 2005 beim 3:1-Heimerfolg über Viktoria Pilsen. Er wurde im August 2007 vom österreichischen Zweitligisten FC Kärnten verpflichtet.
Im Januar 2009 wechselte Kordula zum 1. FC Slovácko.